# Rubus gravesii
Rubus gravesii là loài thực vật có hoa trong họ Hoa hồng. Loài này được (Fernald) L.H. Bailey miêu tả khoa học đầu tiên năm 1944.